# Istanbul (provincie)

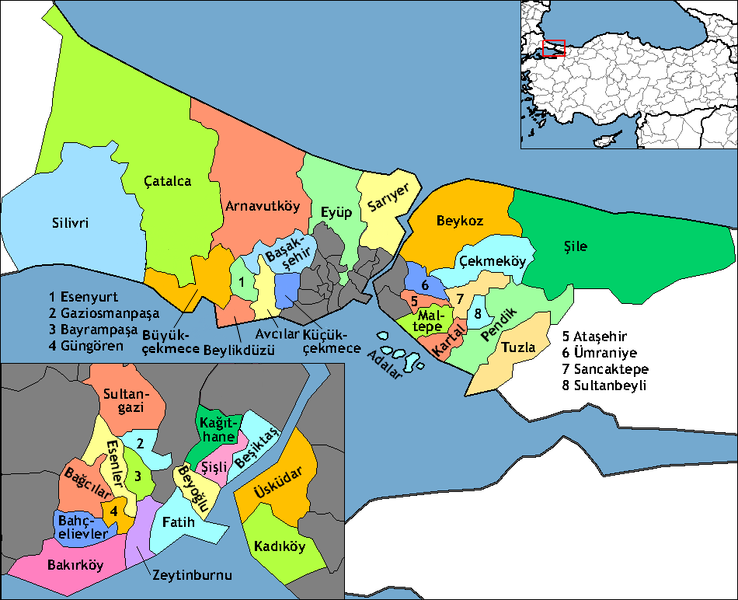
Istanbulská provincie na mapě

Istanbulská provincie (Türkçe İstanbul ili) je provincie nacházející se na severozápadě Turecka. Její celková rozloha je 5 196 km² a počet obyvatel 13 624 240. Tato provincie je oblopena ze západu Provincií Tekirdağ, z východu Provincií Kocaeli, ze severu Černým mořem a z jihu Marmarským mořem. Mořská úžina Bospor (turecky: İstanbul Boğazı) rozděluje provincii na 2 části: evropskou a asijskou. Její název znamená „Ten s úzkým hrdlem“. Hloubka tohoto průlivu činí 118 metrů, dlouhý je 31,5 kilometrů.
Hlavním městem této provincie je město Istanbul.
Istanbulská provincie zahrnuje také Princovy ostrovy (9 samostatných ostrovů):

## Členění Istanbulské provincie
Istanbul je jedním ze dvou měst Turecka (druhým je město Izmit), která má hranice shodné s hranicemi své provincie.
Istanbul je tvořen z celkem 39 samosprávných správních obvodů nacházejících se na evropské a asijské straně.
| Evropské městské čtvrtě Istanbulu - Arnavutköy - Avcılar - Bağcılar - Bahçelievler - Bakırköy - Başakşehir - Bayrampaşa - Beşiktaş - Beylikdüzü - Beyoğlu - Büyükçekmece - Çatalca - Eminönü - Esenler - Esenyurt - Eyüp - Fatih - Gaziosmanpaşa - Güngören - Kâğithane - Küçükçekmece - Sarıyer - Silivri - Sultangazi - Şişli - Zeytinburnu | Asijské městské čtvrti Istanbulu - Adalar - Princovy ostrovy - Ataşehir - Beykoz - Çekmeköy - Kadıköy - Kartal - Maltepe - Pendik - Sancaktepe - Sultanbeyli - Şile - Tuzla - Ümraniye - Üsküdar |